# 换牌工程
徽章工程，又稱品牌工程，為英文直譯而來。特別常見於汽車產業上，其他產業也有類似應用，例如常見的姊妹車、兄弟車、雙生車等。由於高成本的設計和工程製造一台新的產品原型，抑或建立一個新品牌需要花很長的時間得到市場的考驗。徽章工程通常是一個很有成本效益的工程方式將單一個產品多次重新掛上其他的標誌。這樣形式的工程方式關係源於汽車內部或外部的商標的價值差異，透過換牌來達到宣傳品牌或是抬高價格的目的。起初只有在於不同生產商的商標上，後來典型的例子包含一些細微的改型，例如車頭燈和尾燈，前後保險桿，以及其他汽車前後部位的外顯裝置。甚至包含引擎與傳動裝置。
徽章工程是相當常見的，但不同於同一家汽車企業底下的共享平台（sharing platform）。平台共享是和徽章工程是不同的。同一個平台共享下的模式是可以有不同的方式和運用，例如同個平台生產和銷售的小轎車和休旅車。此兩種型式是完全不同，而實質上徽章工程則是在同一台車型底下，可以說是幾乎一樣的車款，差別只在於是否原廠生產與後續服務。

## 實例
1989年，澳洲聯合汽車工業（United Australia Automobile Industry）誕生，由日本的豐田汽車和澳洲通用汽車的子公司霍頓聯合成立。取代了1983年日本日产和霍頓成立的合資公司。此家公司到1996年解散。
期間生產了三款車子。

### 歐寶Astra
通用汽車為了節省設計成本，便將其旗下品牌的汽車車種改為同一名稱（南美市場另外）和同一外表。

## 問題
雖然徽章工程可以節省成本，此種方式所創造出兩個或三個品牌的確可以增加銷售業績，但是若沒有施行得當，反而成為在自家公司自相殘殺的窘境，也會被視為山寨車型而導致品牌失敗。例如以換標聞名的通用汽車在2000-2020年間旗下的薩博、霍頓、龐蒂克、奧茲莫比爾、大宇及土星都因而倒閉，而佛賀及歐寶則賣給標緻雪鐵龍集團。可見换牌工程因各品牌沒有清楚明瞭形象只會失敗。而每一個品牌必定要有各自區分的市場區塊，並且通常需要自己擁有的銷售通路。
如霍頓和豐田於1989年到1996年成立的澳洲聯合汽車工業公司-UAAI，就為一個典型的例子。而觀察美國汽車產業，三大巨頭底下也出售原本擁有的知名品牌，目的在求削減成本。

## 技術授權
技術授權可視為重新貼牌的一種方法，實行上可另外一家公司生產，典型例子常常發生於另外一個國家。

## 另見
- 兄弟車
- 汽車平台
- 全球戰略車（英语：World car）